# Leonard Miller
Leonard Miller  (ur. 26 listopada 2003 w Toronto) – kanadyjski koszykarz, występujący na pozycji niskiego skrzydłowego, od 2023 zawodnik Minnesoty Timberwolves oraz zespołu G-League – Iowa Wolves.
W 2022 wystąpił w spotkaniach wschodzących gwiazd szkół średnich – Nike Hoop Summit i BioSteel All Canadian. Został też wybrany najlepszym koszykarzem szkół średnich a Kanadzie (2022 BioSteel Canadian Boys Player of the Year). 
W 2023 reprezentował Minnesotę Timberwolves podczas rozgrywek letniej ligi NBA w Las Vegas. 

## Osiągnięcia
Stan na 22 listopada 2023, na podstawie, o ile nie zaznaczono inaczej.
Indywidualne
- Uczestnik meczu gwiazd:
  - NBA G-League Next Up Game (2023)
  - NBA Rising Stars Challenge (2023)

Reprezentacja
- Wicemistrz Ameryki U–16 (2019)
- Brązowy medalista turnieju Global Jam (2022)